# Edward Michoński
Edward Michoński ps. Lis, Smyk (ur. 5 lipca 1913 w Ruszowie, zm. 17 października 1979) – polski działacz ludowy, żołnierz, komendant podokręgu Zamość okręgu Lublin Batalionów Chłopskich, podpułkownik.

## Życiorys
Urodził się jako syn Jana i Ewy. Przed wybuchem II wojny światowej uzyskał średnie techniczne wykształcenie jako technik budowlaniec. Ukończył Szkołę Podchorążych Rezerwy Piechoty.
Brał udział w kampanii wrześniowej, walcząc w bitwie pod Iłżą. W 1940 włączył się w działalność konspiracyjną. Wstąpił do ZWZ i Batalionów Chłopskich. W 1942 przeniósł się na Zamojszczyznę z rozkazu Komendy Głównej Batalionów Chłopskich. Zajął się tam m.in. organizowaniem w 1943 oddziału partyzanckiego, który później objął Paweł Pisarczyk. Zainicjował powstanie specjalnych grup bojowych zajmujących się zwalczaniem bandytyzmu. Współorganizował podokręg Zamość BCh i objął stanowisko jego komendanta. Polecił powołanie tajnej Szkoły Podchorążych. Sprzeciwiał się scalaniu Batalionów Chłopskich z AK. Dowodził wieloma akcjami bojowymi przeciwko wojskom niemieckim, partyzantce ukraińskiej i kolonistom niemieckim. Współorganizował Święto Ludowe w maju 1944. Za swe zasługi został awansowany do stopnia podpułkownika. W sierpniu 1944 przeprowadził akcję ujawniania się Batalionów Chłopskich przed wkraczającymi wojskami radzieckimi. 
Został aresztowany przez komunistyczne służby bezpieczeństwa i uwięziony na Zamku Lubelskim, a później na Bielanach w Warszawie. Z tego ostatniego miejsca uciekł w 1946 i przedostał się do Szwecji. Założył tam Związek Żołnierzy BCh. W 1950 przeniósł się do Francji, a później do Stanów Zjednoczonych. Na emigracji należał do PSL. W 1957 powrócił do Polski i rozpoczął pracę w budownictwie.
Został pochowany na Cmentarzu na Majdanku w Lublinie.

## Ordery i odznaczenia
- Order Virtuti Militari V klasy
- i in.